# Andreaea lorentziana
Andreaea lorentziana är en bladmossart som beskrevs av C. Müller 1879. Andreaea lorentziana ingår i släktet sotmossor, och familjen Andreaeaceae. Inga underarter finns listade i Catalogue of Life.